# Jugoslavija na Poletnih olimpijskih igrah 1920
Kraljevino Srbov, Hrvatov in Slovencev je na Poletnih olimpijskih igrah 1920 v Antwerpnu zastopalo enajst tekmovalcev, vsi iz nogometne reprezentance. 

## Nogomet
Postavaj
- Dragutin Vrđuka
- Vjekoslav Župančić
- Jaroslav Šifer
- Stanko Tavčar
- Slavin Cindrić
- Rudolf Rupec
- Dragutin Vragović
- Artur Dubravčić
- Emil Perška
- Ivan Granec
- Jovan Ružić
- Josip Šolc

Prvi krog
| 28. avgust 1920 | Češkoslovaška                                    | 7–0        | Jugoslavija | Stadion: Broodstraat, Antwerp Gledalcev: 600 Sodnik: Rafael van Praag |
| 28. avgust 1920 | Vanik 20' 46' 79' Janda 34' 50' 75' Sedlacek 43' | (Poročilo) |             | Stadion: Broodstraat, Antwerp Gledalcev: 600 Sodnik: Rafael van Praag |

Prvi krog skupine poraženih
| 2. september 1920 | Egipt                | 4–2        | Jugoslavija     | Stadion: Olympisch Stadion, Antwerp Gledalcev: 500 Sodnik: Rafael van Praag |
| 2. september 1920 | Abaza Allouba Hegazi | (Poročilo) | Dubravčić Ružić | Stadion: Olympisch Stadion, Antwerp Gledalcev: 500 Sodnik: Rafael van Praag |

Končna uvrstitev14. mesto